# Phylloscopus umbrovirens
El mosquitero oscuro (Phylloscopus umbrovirens) es una especie de ave paseriforme de la familia Phylloscopidae propia de África y Arabia.

## Distribución y hábitat
Se lo encuentra en la República Democrática del Congo, Yibouti, Eritrea, Etiopía, Kenia, Ruanda, Arabia Saudita, Somalia, Sudán del Sur, Tanzania, Uganda, y Yemen. Su hábitat natural son los bosques boreales, bosques montanos húmedos subtropicales, y zona de arbustos secos tropicales.